# Konopelkî, Makariv
Konopelkî (în ucraineană Конопельки) este un sat în comuna Sosnivka din raionul Makariv, regiunea Kiev, Ucraina.

## Demografie
Componența lingvistică a localității Konopelkî
     Ucraineană (100%)
Conform recensământului din 2001, toată populația localității Konopelkî era vorbitoare de ucraineană (100%).